# Połczyno (Pommeren)
Połczyno is een plaats in het Poolse district  Pucki, woiwodschap Pommeren. De plaats maakt deel uit van de gemeente Puck en telt 844 inwoners.